# Petronia Steiner
Petronia Steiner OP (* 20. Juni 1908 in Venningen; † 13. August 1995 in Speyer) war eine deutsche Dominikanerin, Pädagogin und Kirchenlieddichterin.

## Leben
Elisabeth Steiner wuchs als jüngstes von zehn Kindern einer Landwirtsfamilie auf. 1928 trat sie den Dominikanerinnen bei und erhielt den Ordensnamen Maria Petronia. Sie studierte Deutsch, Geschichte und Englisch an der Universität München und promovierte 1939 zur Dr. phil. mit einer Dissertation über den Wortschatz der althochdeutschen Bibelglossen.
Da das NS-Regime inzwischen die Klosterschulen aufgehoben und den Unterricht durch Ordensleute untersagt hatte, schloss Steiner eine Seelsorgeausbildung an und arbeitete danach beim Diözesan-Caritasverband in der Mädchen- und Frauenbildung, auch für ausländische Zwangsarbeiterinnen. Als die Zerstörungen durch den Luftkrieg zunahmen, organisierte sie Hilfeleistungen. 1942 gehörte sie zum Vorbereitungskreis für ein neues Speyerer Diözesangebet- und -gesangbuch.
1946 wurde Steiner Schulleiterin in St. Ingbert und 1953 Gründungsleiterin des Nikolaus-von-Weis-Gymnasiums in Speyer. 1974 trat sie in den Ruhestand. Von 1976 bis 1981 war sie Generaloberin des Instituts St. Dominikus in Speyer.

## Kirchenlieder
Von ihren Liedtexten enthält das Gotteslob:
- Bereite Herz und Hände (185.2)
- Wir weihn der Erde Gaben (187)
- Gottheit tief verborgen (Nachdichtung des Adoro te devote, 497)

## Ehrungen
2018 wurde in einem Neubaugebiet am Priesterseminar Speyer die Petronia-Steiner-Straße nach ihr benannt.